# パントイン酸
パントイン酸（パントインさん、pantoic acid）は、化学式がC6H12O4の有機化合物である。パント酸とも呼ばれる。ヘキサン誘導体の一つで、塩またはアニオンのときはパントアート（pantoate）と呼ぶ。CAS番号は[470-29-1]（R体）で、IUPAC名は(R)-2,4-ジヒドロキシ-3,3-ジメチルブタン酸。